# Arbre à Poste
 (mai 2020).
Si vous disposez d'ouvrages ou d'articles de référence ou si vous connaissez des sites web de qualité traitant du thème abordé ici, merci de compléter l'article en donnant les références utiles à sa vérifiabilité et en les liant à la section « Notes et références ».

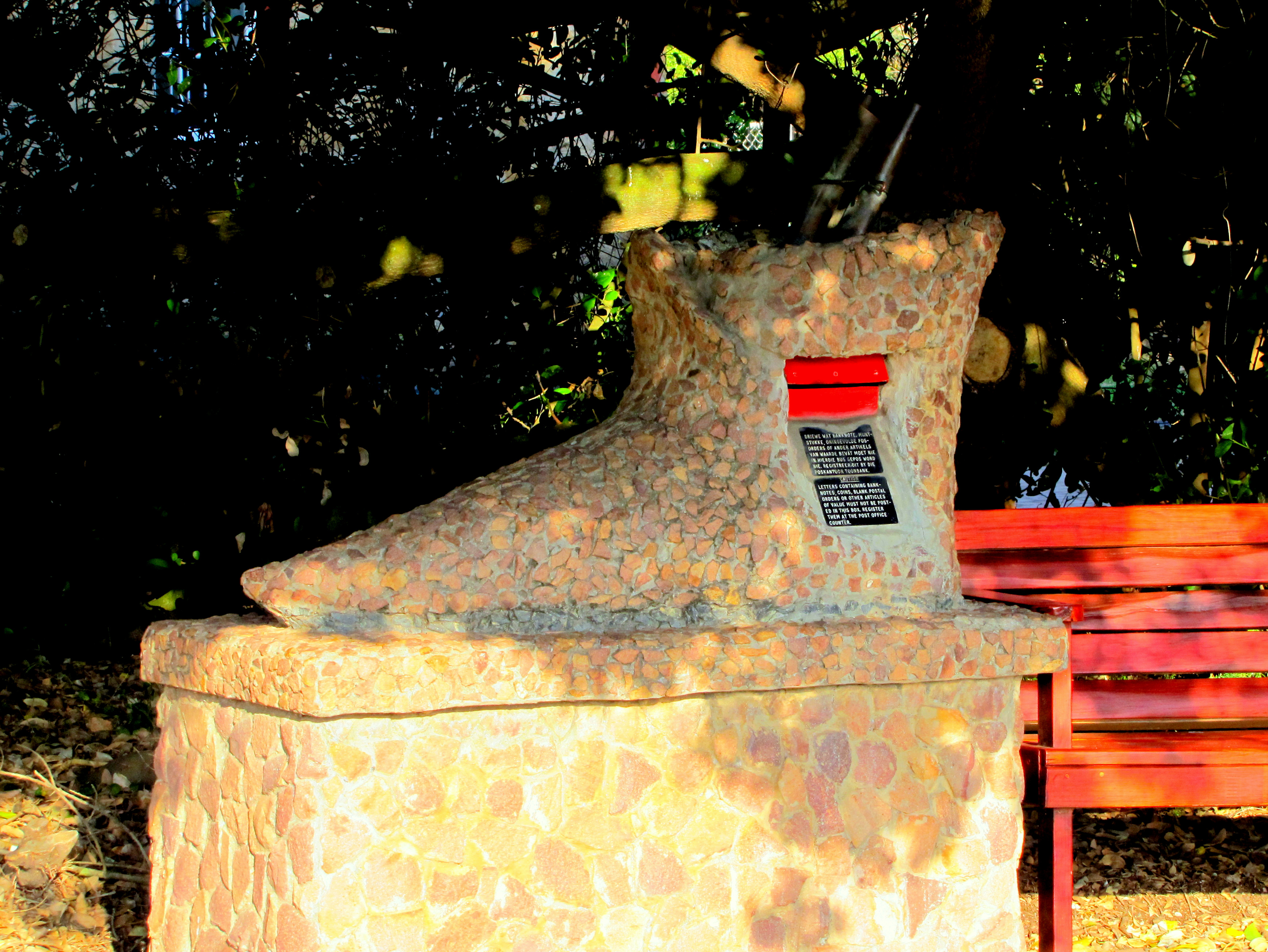
Le monument de l'arbre du bureau de poste

L' arbre à poste (Poskantoorboom en afrikaans et post office tree en anglais) est un spécimen de Sideroxylon inerme situé à Mossel Bay en Afrique du Sud qui a été utilisé par les premiers explorateurs portugais comme bureau de poste. Il est situé dans l'enceinte du complexe du musée Bartholomeu Dias (en) à Market Street à 330 km à l'est du cap de Bonne Espérance.

## Histoire
En 1501, le navigateur portugais Pêro de Ataíde (en) a trouvé refuge à Mossel Bay après avoir perdu une grande partie de sa flotte dans une tempête au cap de Bonne-Espérance, nommé « cap des tempêtes » par les navigateurs. Il a laissé un compte-rendu du désastre caché dans une vieille chaussure qu'il a suspendue à un arbre près de la source de laquelle l'explorateur Bartolomeu Dias avait puisé de l'eau. Le rapport a été trouvé par l'explorateur à qui il était adressé, João da Nova, et l'arbre a servi de bureau de poste de facto pendant des décennies par la suite. João da Nova a érigé un petit sanctuaire près de l'arbre à poste, et bien qu'il n'en reste aucune trace, il est considéré comme le premier lieu de culte chrétien en Afrique du Sud. 
Une boîte aux lettres en forme de botte a été érigée sous l'arbre, et les lettres qui y sont postées sont affranchies d'un timbre commémoratif.